# 赫施反应
赫施反应（德語：Hoesch-Reaktion），又称霍本-赫施反应（Houben-Hoesch-Reaktion），得名於分别在1915年和1926年发现此反应的两位化学家库尔特·赫施和约瑟夫·霍本。
用腈作亲电试剂对芳环的亲电芳香取代，首先产生亚胺，水解后生成芳基酮。整体结果是酰化反应，需要酸（如氯化锌和盐酸）催化。
例如，通过间苯三酚与乙腈的赫施反应合成2-乙酰基间苯三酚：

反应机理较复杂，现在还没有完全阐明。可能是腈先为酸质子化，产生质子化的腈（R-C+=NHCl−），它作为亲电试剂与芳环反应。
只有富电子芳烃如酚或苯胺才能发生反应。反应中的酮亚胺中间产物可以分离出来。